# Louis Legendre (scientifique)
Pour les articles homonymes, voir Louis Legendre.
Louis Legendre est un océanographe québécois né le 16 février 1945 à Montréal.  
Il a été professeur à l'Université Laval, Québec, de 1973 à 2000. 
Il a dirigé le Laboratoire d'océanographie de Villefranche-sur-Mer (France) de 2001 à 2009. Il est maintenant professeur émérite. Son frère, Pierre Legendre, est professeur titulaire au département des sciences biologiques de l'Université de Montréal.

## Honneurs
- 1985 - Prix Léo-Pariseau
- 1986 - Prix Michel-Jurdant
- 1988 - Membre de la Société royale du Canada
- 1990 - Prix Léon-Lortie
- 1996 - Bourse Killam
- 1997 - Prix Marie-Victorin
- 1999 - Médaille de l'Université du Québec à Rimouski